# محمد الجهني
محمد عبد الله الجهني لاعب كرة قدم سعودي ، يلعب حالياً في نادي الحوراء.

## مسيرة اللاعب
لعب في نادي الوطني ونادي الحوراء.